# Ra'y
Ra'y  (arabisch رَأي, DMG raʾy „Meinung“) ist die selbständige Rechtsfindung der Rechtsgelehrten in der islamischen Jurisprudenz (Fiqh).
Die im Koran offenbarten Verordnungen und die in der Sunna überlieferten Aussagen, Taten und Empfehlungen des Propheten Mohammed reichten bei der Beantwortung und Lösung neuer Rechtsfälle nicht aus, ein Umstand, der die Rechtsgelehrten zu eigenständigen Rechtsfindungen aufgrund ihrer eigenen Meinung (raʾy) bewegte. Der Richter wählt entweder die Lösung, die ihm am besten erscheint (اِستِحسان, DMG istiḥsān ‚Billigung‘), oder diejenige, die dem Prinzip der generellen Nützlichkeit entspricht (استصلاح / istiṣlāḥ, abgeleitet aus dem Verb صَلَحَ / ṣalaḥa / ‚passen; zulässig sein‘).
Vorreiter auf diesem Gebiet waren die Hanafiten im Irak, die man bis heute als Anhänger des raʾy (ahl ar-raʾy) bezeichnet. Allerdings blieben andere Rechtsschulen (Madhhab) von dieser Methode der Rechtsfindung nicht ganz unberührt. Selbst die Anhänger des Mālik ibn Anas, die man gern zu den Anhängern des Hadīth mit der Bezeichnung  Ashāb al-hadīth zählt, waren bei der Pflege des raʾy äußerst aktiv. Gegner der am raʾy orientierten Rechtsprechung war asch-Schafii, der Begründer islamischen Rechtstheorie durch seine Risāla. Die Beantwortung Tausender von Rechtsfragen (masʾala / Pl. masāʾil), die man stets mit der Formel a-raʾayta („bist du der Ansicht, dass …“) einleitet, erfolgt in der islamischen Jurisprudenz durch opinio.